# La Mort civile (film, 1913)
 (juillet 2025).
Pour les articles homonymes, voir La Mort civile.
Pour plus de détails, voir Fiche technique et Distribution.
La Mort civile (titre original : La morte civile) est un film muet italien réalisé par Ubaldo Maria Del Colle et sorti en 1913.

## Fiche technique
- Titre : La Mort civile
- Titre original : La morte civile
- Réalisation : Ubaldo Maria Del Colle
- Scénario : d'après la pièce de Paolo Giacometti
- Photographie :
- Montage :
- Producteur :
- Société de production : Savoia Film
- Société de distribution : Savoia Film (Italie) / Features Ideal (États-Unis)
- Pays d'origine :  Royaume d'Italie
- Langue : film muet avec les intertitres en italien
- Format : Noir et blanc — 35 mm — 1,33:1 — Muet
- Genre : Film dramatique
- Durée : 40 minutes
- Dates de sortie : 
  -  Royaume d'Italie : 1913
  -  Espagne : octobre 1913
  -  France : 7 novembre 1913
  -  États-Unis : 25 janvier 1914

## Distribution
- Adriana Costamagna : Rosalie
- Dillo Lombardi : Corrado
- Arturo Garzes : Abbe Ruvo
- Mario Roncoroni : Dr. Palmieri
- Alberto Nepoti : Don Fernando
- Antonio Bonino : Don Alonzo
- Signorina F. Costelli : Ada
- Virgilio Fineschi